# Electric Kiss
«Electric Kiss» es un sencillo grabado por el grupo surcoreano EXO para su primer álbum japonés Countdown. Fue publicado el 31 de enero de 2018 por Avex Trax.

## Lanzamiento y composición
Tamar Hermann de Billboard describió a «Electric Kiss» como una canción con «ritmos contundentes y sintetizadores funky [que] impulsan la melodía del sencillo, creando un tempo-jumping para las voces y raps de EXO a medida que la pista se convierte en su estribillo de propulsión». La canción fue lanzada el 31 de enero junto con el álbum.

## Vídeo musical
Una versión corta del videoclip «Electric Kiss» fue lanzada el 5 de diciembre de 2017 por S.M. Entertainment. El dance practice que lo acompaña fue lanzado el 12 de enero de 2018. Presenta a los integrantes de EXO atrapados en habitaciones con espejos y tanques de vidrio, sentados sobre montones de objetos desechados o edificios vacíos (posiblemente ambientada la ciudad abandonada de Prípiat en Ucrania, en especial con seres con máscaras antirradiación).
El vídeo musical fue transmitido en la pantalla grande de Yunika Vision en la estación Seibu Shinjuku desde el 29 de enero hasta el 4 de febrero de 2018.

## Promoción
EXO interpretó «Electric Kiss» por primera vez el 26 de enero de 2018 en el programa matutino japonés Sukkiri. El 27 y 28 de enero, EXO interpretó la canción durante su gira EXO Planet 4 ─ The EℓyXiOn en Saitama.

## Posicionamiento en listas

### Lista semanal
| Lista (2018)          | Mejor posición |
| --------------------- | -------------- |
| Japón (Japan Hot 100) | 23             |

## Historial de lanzamiento
| País  | Fecha               | Formato                     | Discográfica |
| ----- | ------------------- | --------------------------- | ------------ |
| Japón | 31 de enero de 2018 | Descarga digital, streaming | Avex Trax    |
| Mundo | 31 de enero de 2018 | Descarga digital, streaming | Avex Trax    |